# Type 81 (missile)
Le missile sol-air Type 81 (81式短距離地対空誘導弾) ou Tan-SAM (短SAM ) est un missile sol-air et véhicule antiaérien développé par le Japon actuellement en service avec la Force terrestre d'autodéfense du Japon.

## Développement
Le système a été développé par Toshiba en remplacement des canons anti-aériens M51 Skysweeper (en) de 75 mm et M15A1 37 mm/12,7 mm. Conçu comme un système mobile à courte portée pour combler l'écart de performances entre le missile portable courte portée FIM-92 Stinger et le système de missiles moyenne portée MIM-23 Hawk, tous deux en service à l'époque. Les travaux de développement ont commencé en 1966, avec les premiers tirs d'essai effectués en 1978. Le système a été désigné comme le Type 81 par le JSDF, et des contrats ont été passés pour le système en 1980. Le système est entré en service en 1981. En 1987, le système avec une modification mineure SAM-1B a été construit.
Les travaux de développement sur une mise à niveau désignée Tan-SAM Kai ont commencé en 1989.  Le système mis à niveau a été désigné SAM-1C en 1995, la production initiale des kits de mise à niveau du système à partir de 1996. Deux unités devaient être modernisées en 2000, les travaux sur le programme se poursuivant en 2006.
Les travaux de développement sur une mise à niveau désignée Tan-SAM Kai II ont commencé en 2005.
En 2014, le nouveau type de missile sol-air à courte portée désigné sous le nom de Type 11 a été officiellement dévoilé, qui, selon les résultats de la recherche et du développement Tan-SAM Kai II, remplacerait le Type 81.

## Description

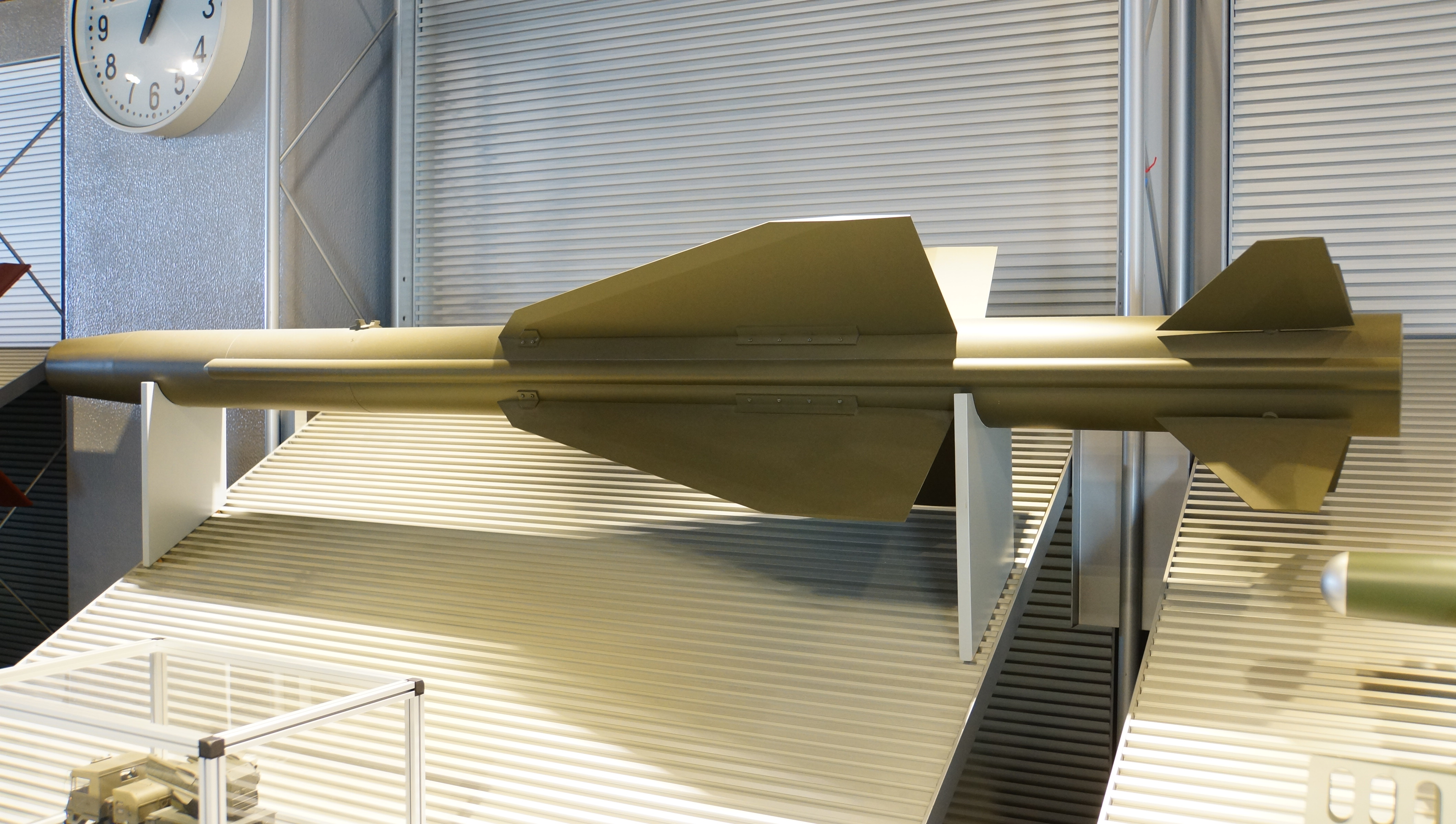
Missile Tan-SAM 1

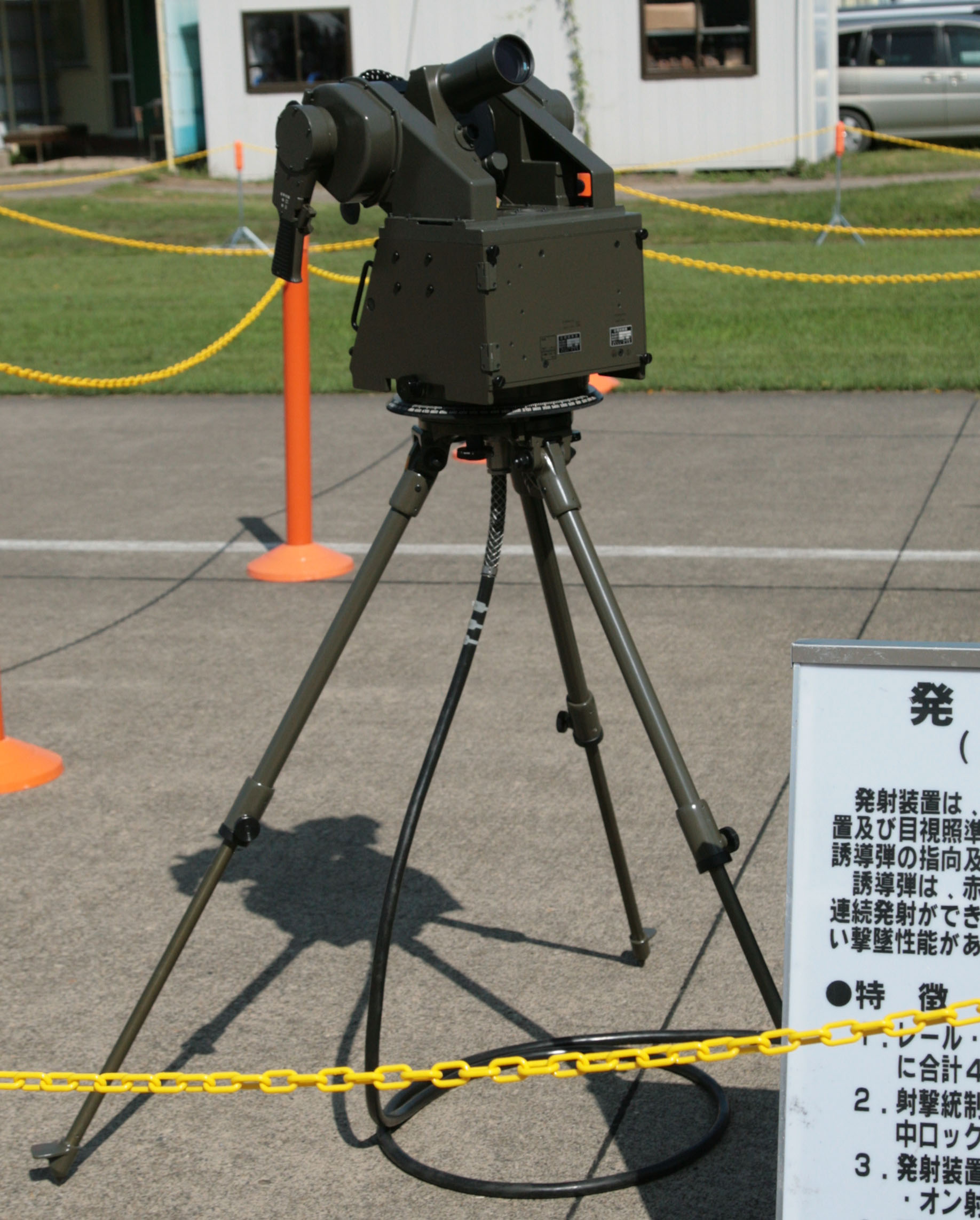
L'unité de suivi optique montée sur trépied

Le missile Tan-SAM 1 est cruciforme en coupe transversale avec quatre ailes delta clipsées attachées au milieu du corps et quatre petites ailettes delta clipsées orientables à l'arrière du missile. Le missile est propulsé par un moteur-fusée solide, ce qui lui confère une vitesse de combustion d'environ Mach 2,4. Il est initialement guidé par inertie vers un point d'interception probable, avec un chercheur infrarouge tout aspect prenant le relais pour gérer le guidage terminal. Le missile possède une ogive à fragmentation de 9,2 kg déclenchée soit par contact, soit par une fusée de proximité radar avec un rayon létal compris entre 5 et 15 m selon le type de cible.
Une batterie se compose d'un véhicule de système de conduite de tir et de deux véhicules lanceurs ainsi que d'un certain nombre de véhicules de soutien avec un équipage total de quinze hommes. Le véhicule "Fire Control Systems" se compose d'un camion Isuzu Motors 6 × 6 avec un groupe électrogène 30 kW monté derrière la cabine du conducteur et un radar tridimensionnel rectangulaire à impulsions Doppler. Le radar peut fonctionner en trois modes : recherche omnidirectionnelle, recherche de secteur/mode suivi de route. Le radar est balayé à la fois mécaniquement et électroniquement et peut suivre jusqu'à six cibles dans un arc de 110° en mode de suivi de trajectoire. Deux cibles peuvent être suivies en mode de poursuite fine avec une plus grande précision, la probabilité de destruction d'un seul coup pour chaque cible étant relayée à l'opérateur via un écran CRT. Le radar a une portée d'environ 30 kmet intègre des capacités IFF (identification ami-ennemi).
Les informations sur les deux cibles sélectionnées sont ensuite transmises aux deux unités de lancement attachées, qui sont également montées sur des camions Isuzu Motors 6 × 6, qui orientent leurs lanceurs vers la cible. Les lanceurs peuvent être déployés jusqu'à  du véhicule du système de conduite de tir. Une trajectoire d'interception est calculée pour le missile, et le missile est lancé. Le missile suit la trajectoire inertielle initiale jusqu'à ce qu'il atteigne un point préprogrammé où il active son autodirecteur infrarouge. Le chercheur infrarouge ne balaye qu'une zone programmée du ciel pour l'empêcher de se verrouiller sur le soleil. À partir de ce moment, il passe en guidage infrarouge passif pour la phase terminale du vol.
Le chercheur infrarouge n'utilise pas de filtres IR pour rejeter les leurres, bien qu'il existe un degré de protection fourni par l'utilisation d'un modèle de balayage de recherche de fréquence intermédiaire.
Chaque lanceur est équipé d'un directeur optique qui peut être utilisé à la place du radar dans un environnement ECM (contres mesures électroniques) élevé ou si le radar n'est pas opérationnel; en plus le véhicule peut être monté avec un ou deux fusil mitrailleur lourd de 12,7 mm, pour l'autodéfense dans les zones avant frontales contre les menaces terrestres et les menaces aériennes rapprochées (<500 m). Le système peut être configuré en 30 min environ et le temps de rechargement du lanceur pour les quatre missiles est d'environ trois minutes.
Le missile amélioré SAM-1C utilise un chercheur radar actif à réseau phasé, avec la capacité de recevoir des mises à jour de guidage à mi-parcours du véhicule Fire Control Systems. La mise à niveau augmente également la portée maximale des missiles à 14 km tout en augmentant le poids du missile à 105 kg. Un nouveau moteur sans fumée avec une poussée améliorée est également installé, remplaçant le moteur existant. De plus, le véhicule Fire Control Systems est équipé d'une caméra thermique pour améliorer le fonctionnement dans un environnement ECM lourd et également contré les aéronefs furtifs.

## Déploiement
Le système est actuellement déployé par les JGSDF, JASDF et JMSDF avec 57 unités de tir servant avec la force terrestre (sur un besoin initial de 76), 30 servant avec l'armée de l'air et 6 servant avec la force maritime.